# Rakuen Tsuihō
Rakuen Tsuihō (Nhật: 楽園追放 Hepburn: Rakuen Tsuihō) là một anime phim khoa học viễn tưởng Nhật Bản. Phim do Mizushima Seiji chỉ đạo và biên kịch bởi Urobuchi Gen, Toei Animation sản xuất, hoạt họa bởi Graphinica và do T-Joy cùng với Toei Company phát hành

## Sản xuất

### Phát triển
Expelled from Paradise được phát triển với vai trò là một dự án điện ảnh của developed as a joint  Toei Animation và Nitroplus. Phim do Mizushima Seiji đạo diễn Fullmetal Alchemist và Mobile Suit Gundam 00.
Urobuchi Gen được chọn làm biên kịch và được biết như là biên kịch của Puella Magi Madoka Magica và viết tiểu thuyết sáng giá  Fate/Zero.